# باستوس
بارتولومئو ژاسینتو کیسانگا (پرتغالی: Bartolomeu Jacinto Quissanga؛ زادهٔ ۲۳ نوامبر ۱۹۹۱) که با نام باستوس شناخته می‌شود، بازیکن فوتبال اهل آنگولا است.
از باشگاه‌هایی که در آن بازی کرده‌است می‌توان به روستوف، لاتزیو و العین اشاره کرد.
وی همچنین در تیم ملی فوتبال آنگولا بازی کرده‌است.